# Сульфатиды

Структурная формула сульфатида

Сульфатиды (сульфолипиды) — сложные липиды, содержащие сульфогруппу; представляют собой сульфаты цереброзидов (цереброзид-сульфаты). Сульфатид синтезируется в основном, начиная с эндоплазматического ретикулума и заканчивая аппаратом Гольджи, где церамид превращается в галактозилцерамид, а затем сульфатируется с образованием сульфатида.
Сульфатид обнаруживается на внеклеточном листке миелиновой клеточной мембраны, продуцируемом олигодендроцитами в центральной нервной системе и в шванновских клетках в периферической нервной системе. Однако сульфатид также присутствует на внеклеточном листке плазматической мембраны многих клеток эукариотических организмов.

## История
Сульфатид был первым сульфогликолипидом, выделенным из головного мозга человека. Он был назван сульфатидом в 1884 году Иоганном Людвигом Вильгельмом Тудихумом, когда он опубликовал «Трактат о химической конституции мозга». Первоначально, в 1933 году, Гуннар Бликс впервые сообщил, что сульфатид содержит жирную кислоту, связанную амидом, и 4-сфингенин, а также, что сульфат сульфатида, как полагают, присоединен к положению С6-галактозы. Эти гипотезы в 1955 году поддержали Таннхаузер и Шмидт, однако с помощью газожидкостной хроматографии Тамио Ямакава обнаружил, что сульфат на самом деле присоединён к положению С3-галактозы, а не к положению С6. Таким образом, в 1962 году Ямакава завершил исправленную химическую структуру сульфатида.

## Функции
Сульфатид участвует во многих биологических системах и функциях, включая нервную систему, иммунную систему, гемостаз и тромбоз. Также было доказано, что сульфатид играет малую роль в почках.

## Роль в патологических клетках и тканях
Было показано, что сульфатид играет определённую роль или имеет некоторую связь с некоторыми заболеваниями и инфекциями. Сюда входят сахарный диабет, рак и опухоли, метахроматическая лейкодистрофия, различные бактериальные инфекции и вирусы, включая ВИЧ-1, гепатит C и вирус гриппа А.